# علي قارة
علي قارة (قرابرغلي) هو باي وهران وحاكم بايلك الغرب ضمن أيالة الجزائر في العهد العثماني. امتد حكمه بين سنتي 1812 و1817.